# Сельское поселение «Деревня Младенск»
Сельское поселение «Деревня Младенск» — муниципальное образование в составе Жиздринского района Калужской области России.
Центр — деревня Младенск.

## Население
| 2010 | 2012 | 2013 | 2014 | 2015 | 2016 | 2017 |
| ---- | ---- | ---- | ---- | ---- | ---- | ---- |
| 658  | ↗666 | ↗697 | ↗712 | ↘688 | ↘685 | ↘682 |
| 2018 | 2019 | 2020 | 2021 |      |      |      |
| ↗688 | ↘676 | ↘674 | ↘619 |      |      |      |

## Состав сельского поселения
| № | Населённый пункт | Тип населённого пункта          | Население |
| - | ---------------- | ------------------------------- | --------- |
| 1 | Белый Колодец    | деревня                         | ↘35       |
| 2 | Винский          | посёлок                         | ↘1        |
| 3 | Младенск         | деревня, административный центр | ↘270      |
| 4 | Плотавец         | деревня                         | ↘0        |
| 5 | Поляна           | деревня                         | ↘22       |
| 6 | Судимир          | железнодорожная станция         | ↘330      |